# نادين بريفوست
نادين بريفوست (بالفرنسية: Nadine Prévost)‏ هي منافسة ألعاب القوى فرنسية، ولدت في 7 مايو 1951 في Sézanne ‏ في فرنسا.

## وصلات خارجية
- نادين بريفوست على موقع الاتحاد الفرنسي لألعاب القوى (الفرنسية)
- نادين بريفوست على موقع اللجنة الأولمبية الدولية (الإنجليزية)
- نادين بريفوست على موقع أوليمبيديا (الإنجليزية)